# World Games
World Games (zwane również igrzyskami sportów nieolimpijskich) – międzynarodowa impreza, w której programie znajdują się dyscypliny sportowe, które nie są reprezentowane na igrzyskach olimpijskich.  Organizowane są w rok po letnich igrzyskach olimpijskich przez International World Games Association (IWGA) pod patronatem Międzynarodowego Komitetu Olimpijskiego (MKOl). Zawody rozgrywane są od 1981 roku.
Zadaniem World Games jest wypromowanie nieolimpijskich dyscyplin, co umożliwiłoby włączenie ich do programu igrzysk olimpijskich. Niektóre z dyscyplin rozgrywanych na World Games są byłymi dyscyplinami olimpijskimi (przeciąganie liny) albo zostały włączone do programu igrzysk (triathlon, taekwondo, rugby, golf, wspinaczka sportowa).
10. edycja World Games 2017 odbyła się w Polsce, we Wrocławiu w dniach od 20 do 30 lipca 2017. Do współzawodnictwa stanęło ok. 3,5 tys. sportowców ze 112 krajów świata. Podczas igrzysk zaprezentowanych zostało 31 dyscyplin sportowych, wśród nich 4 wybrane przez miasto Wrocław: futbol amerykański, kick-boxing, wioślarstwo halowe i żużel.

## Wybrane dyscypliny rozgrywane na World Games
- wakeboarding
- kajak-polo
- pétanque
- bilard
- kulturystyka
- trójbój siłowy
- ultimate
- karate
- korfball
- spadochroniarstwo
- sportowy taniec towarzyski
- tchoukball
- wrotkarstwo
- wspinaczka
- sumo
- narciarstwo wodne
- bieg na orientację
- softball
- ju-jitsu
- finswimming

## Edycje
| Edycja | Rok  | Data                  | Gospodarz   | Otwarte przez          | Sporty oficjalne | Sporty pokazowe | Wydarzenia medalowe | Reprezentacje państw | Sportowcy |
| ------ | ---- | --------------------- | ----------- | ---------------------- | ---------------- | --------------- | ------------------- | -------------------- | --------- |
| I      | 1981 | 24 lipca - 2 sierpnia | Santa Clara | Ronald Reagan          | 15               | 1               | 104                 | 58                   | 1546      |
| II     | 1985 | 25 lipca - 4 sierpnia | Londyn      | Charles Palmer         | 20               | 1               | 134                 | 51                   | 1370      |
| III    | 1989 | 20 - 30 lipca         | Karlsruhe   | Juan Antonio Samaranch | 18               | 2               | 103                 | 50                   | 1359      |
| IV     | 1993 | 21 lipca - 1 sierpnia | Haga        | Kevan Gosper           | 21               | 4               | 160                 | 67                   | 2026      |
| V      | 1997 | 7 - 11 sierpnia       | Lahti       | Juan Antonio Samaranch | 20               | 6               | 164                 | 60                   | 2016      |
| VI     | 2001 | 16 - 26 sierpnia      | Akita       | Toyama Atsuko          | 22               | 5               | 170                 | 80                   | 2380      |
| VII    | 2005 | 14 - 24 lipca         | Duisburg    | Otto Schily            | 26               | 6               | 178                 | 93                   | 3149      |
| VIII   | 2009 | 16 - 26 lipca         | Kaohsiung   | Ma Ying-jeou           | 25               | 5               | 155                 | 84                   | 2908      |
| IX     | 2013 | 25 lipca - 4 sierpnia | Cali        | Angelino Garzón        | 26               | 4               | 194                 | 91                   | 3103      |
| X      | 2017 | 20 - 30 lipca         | Wrocław     | Thomas Bach            | 27               | 4               | 219                 | 102                  | 3430      |
| XI     | 2022 | 7 - 17 lipca          | Birmingham  | Randall Woodfin        | 30               | 5               | 223                 | 99                   | 3457      |
| XII    | 2025 | 7 - 17 sierpnia       | Chengdu     | TBA                    | 35               |                 |                     |                      |           |
| XIII   | 2029 | 19 - 29 lipca         | Karlsruhe   | TBA                    |                  |                 |                     |                      |           |